# ويبل فان بيرن فيليبس
ويبل فان بيرن فيليبس (بالإنجليزية: Whipple Van Buren Phillips)‏ هو شخصية أعمال أمريكي، ولد في 22 نوفمبر 1833 في فوستر في الولايات المتحدة، وتوفي في 28 مارس 1904 في بروفيدنس في الولايات المتحدة.